# 스기하라 나가후사
스기하라 나가후사(일본어: 杉原長房, 1574년 ~ 1629년 2월 26일)는 아즈치모모야마 시대부터 에도 시대 전기까지의 다이묘이다. 다지마 도요오카번 초대 번주를 지냈다. 하시바 히데요시의 가신 스기하라 이에쓰구의 장남으로 태어났다.
|  | 제1대 다지마 도요오카번 번주 (스기하라가) 1600년 ~ 1629년 | 후임 스기하라 시게나가 |